# Eugène Farnier
Eugène Farnier, pilote et constructeur d'avions, membre de la Société des ingénieurs civils de France (aujourd'hui CNIF) et Commissaire auprès de l'Aéro-Club de France, est un des pionniers de l'aviation. 

## Biographie
Il fut un des premiers pilotes d'avion en 1907. Eugène Farnier fut surtout le premier commissaire d'aéro-club, et c'est lui qui fit passer son brevet de pilote, le 15 juillet 1910, à Roland Garros, et qui donna ses premières leçons de pilotage au futur « as » Guynemer. Blessé au cours d'un atterrissage forcé à Étampes en 1910 (course Paris-Pau), Eugène Farnier fut ensuite pilote militaire pendant la Première Guerre mondiale, où il devait être à nouveau grièvement blessé au cours d'un engagement avec l'ennemi. En 1922, il fonda un prix pour encourager le vol à voile, il a été aussi constructeur d'avions dans l'entre-deux-guerres. 

### Observation
Retraité après la Seconde Guerre mondiale, c'est à Jouy-sur-Morin (Seine-et-Marne) où il réside, que le 30 septembre 1954, il déclare avoir aperçu une soucoupe volante sur le territoire de la commune, au-dessus du Chemin des Gailles. Si l'affaire n'est qu'un des nombreux témoignages de ce qu'on appelé « la vague française de soucoupes » de 1954, elle sera toutefois répercutée par de nombreux médias de l'époque, du fait de la personnalité et du CV aéronautique du témoin : Le Quotidien de la Haute-Loire (8 octobre 1954), Le Courrier de l'Ouest (19 octobre 1954),  France-Dimanche (17 octobre 1954), Radio Luxembourg (futur RTL, le 23 octobre 1954) et la RTF (Télévision, le 24 octobre 1954).

## Publication
- Eugène Farnier, Est-ce une arme nouvelle ? ou un engin interplanétaire ? J'ai vu... une vraie soucoupe volante, livret à compte d'auteur, Coulommiers, impr. de Brodard et Taupin, 1954, 8 p. texte en ligne.